# 天瀬高塚インターチェンジ

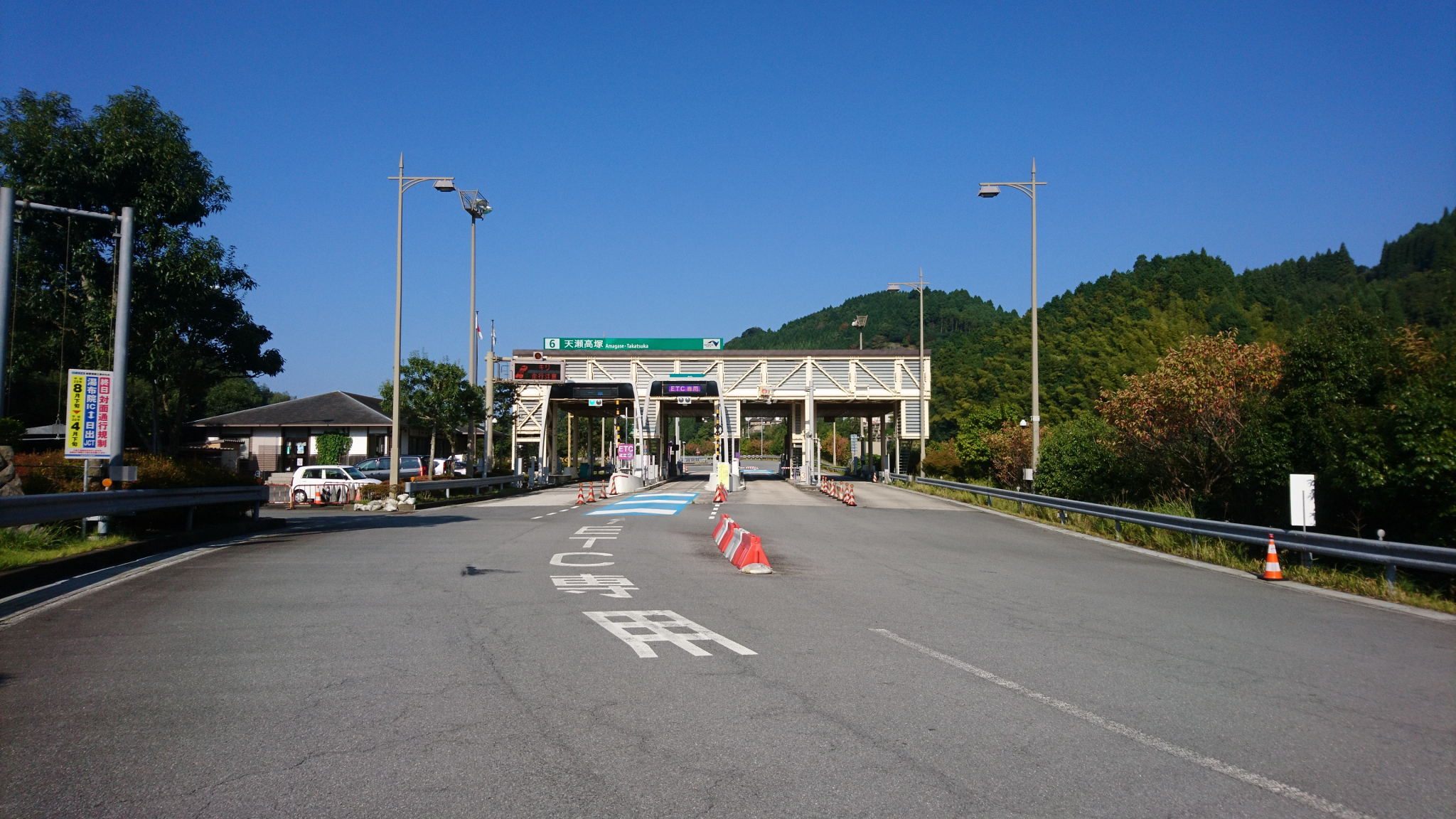
料金所

天瀬高塚インターチェンジ（あまがせたかつかインターチェンジ）は、大分県日田市と玖珠郡玖珠町大字戸畑にある大分自動車道のインターチェンジである。バス停留所を併設している。

## 歴史
- 1995年3月10日 : 日田IC - 玖珠IC間開通にともない供用開始。

## 接続する道路

### 直接接続
- 大分県道54号玖珠天瀬線

### 間接接続
- 国道210号

## 料金所
ブース数：4

### 入口
- ブース数：2
  - ETC専用：1
  - ETC/一般：1

### 出口
- ブース数：2
  - ETC専用：1
  - 一般：1

## 天瀬高塚バスストップ
天瀬高塚バスストップ（あまがせたかつかバスストップ）は、天瀬高塚インターチェンジに併設されたバス停留所である。バス事業者の間では、高速天瀬高塚（こうそくあまがせたかつか）という名称が使われており、一般的にはこの通称名で呼ばれている。

### 停車する系統および隣接停留所
| 路線愛称           | 運行会社            | 下り線側（大分）方面 | 上り線側（鳥栖）方面                                                               |
| ------------------ | ------------------- | -------------------- | ---------------------------------------------------------------------------------- |
| ゆふいん号（各停） | 亀の井バス 日田バス | 由布院               | 高速基山 福岡空港（国際線） 福岡（西鉄天神高速バスターミナル・博多バスターミナル） |

### のりかえ
- 日田バス「高塚」バス停（約400m）

## 周辺
- 高塚愛宕地蔵尊：至近に所在する。
- 天ヶ瀬温泉

## 隣
E34 大分自動車道
(5)日田IC - 日田BS - (6)天瀬高塚IC/BS - 玖珠SA - (7)玖珠IC/BS